# Иссык-Кульская котловина
Иссы́к-Ку́льская котлови́на (кирг. Ысык-Көл ойдуңу) — межгорная впадина на севере Тянь-Шаня в Кыргызстане. Обрамлена хребтами Кунгей-Ала-Тоо на севере и Терскей-Ала-Тоо на юге. Дно занято озером Иссык-Куль.
Протяжённость котловины составляет около 240 км, ширина — до 90 км. Котловина представляет собой синклинальный прогиб, осложнённый разломами. На дне и по берегам Иссык-Куля имеются древние озёрные террасы (высота 35—40 м) и поднятия, образованные новейшими тектоническими движениями. Склоны обрамляющих гор ущелисты; к озеру с гор текут многочисленные реки (80 рек). Отмечается высокая сейсмичность.
В западной части котловины господствуют засушливый климат, а также пустынные и полупустынные ландшафты; здесь выпадает менее 200 мм осадков в год. В восточной части количество осадков составляет 500 мм (в горах до 800 мм), в ландшафте господствуют степи, по склонам гор — леса из тянь-шаньской ели, выше — субальпийские и альпийские луга, выше 3500 м — ледники и снежники.
На востоке котловины находятся месторождения каменного угля, на юго-востоке — горячие минеральные источники и курорты Джети-Огуз, Ак-Суу и др. Иссык-Кульская котловина — важный зерновой и животноводческий район Кыргызстана, также здесь широко распространены посевы лекарственного мака.